# Konrad Bloch

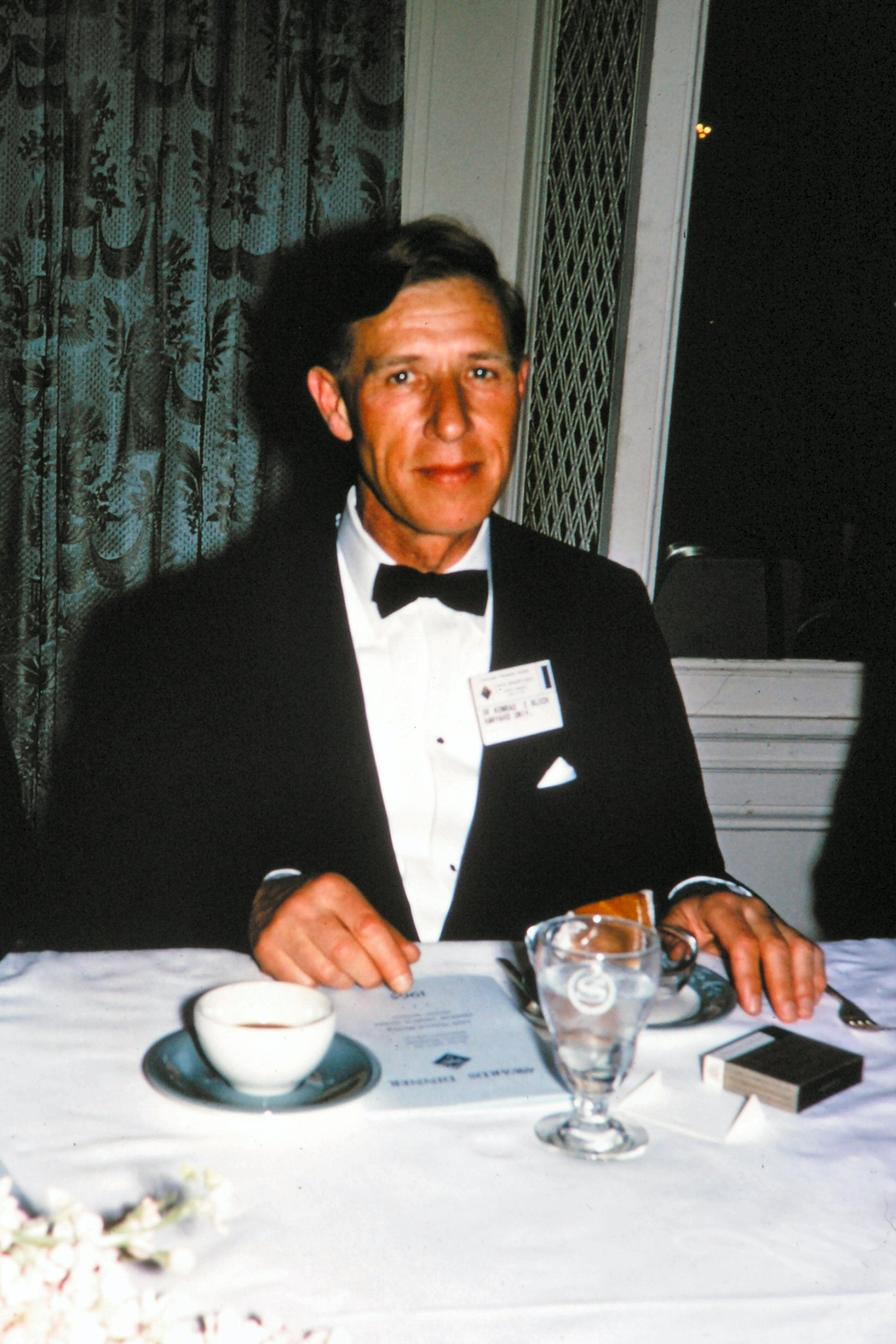
Konrad Bloch, 1965

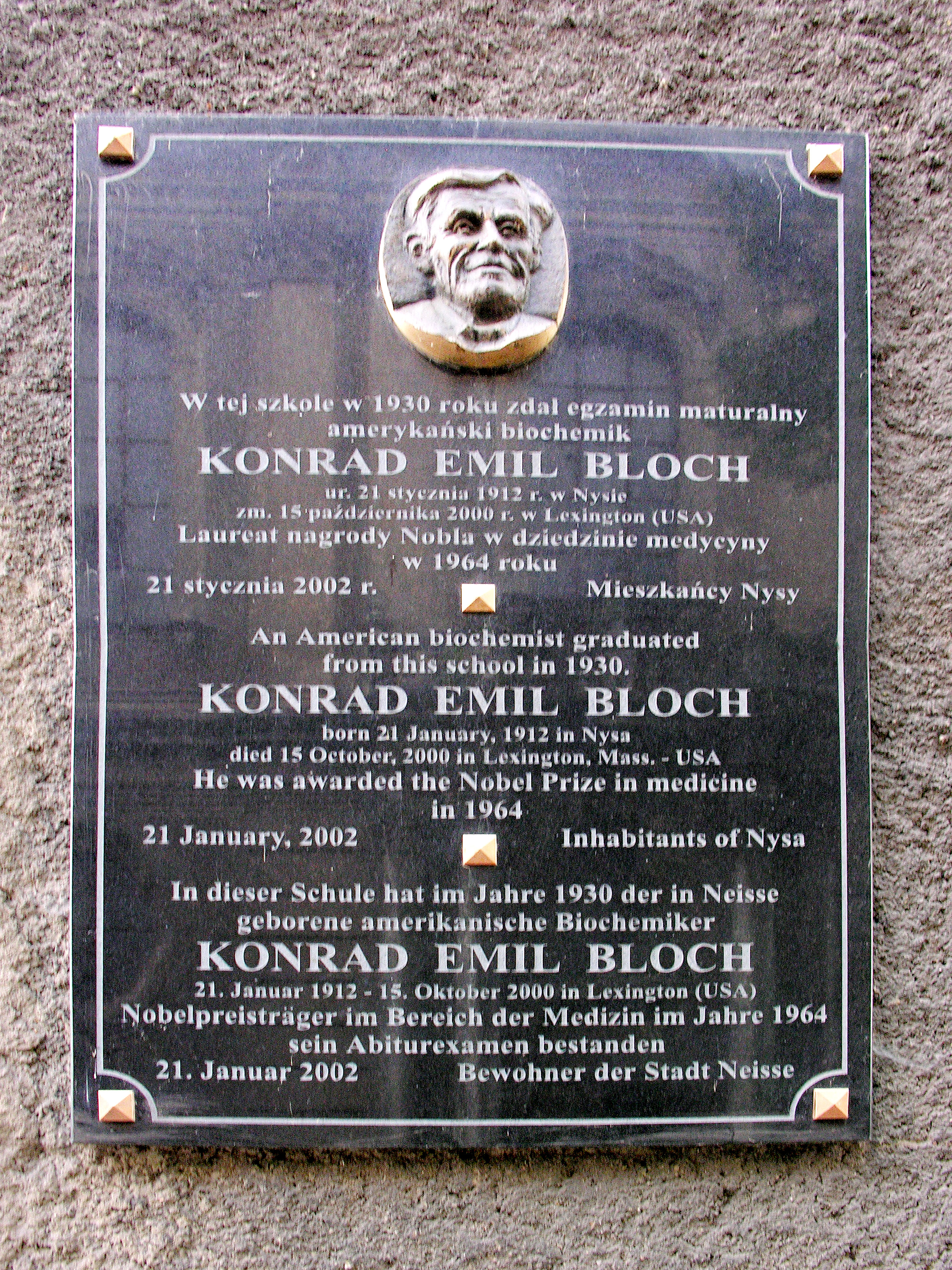
Gedenktafel in Neisse

Konrad Emil Bloch (geboren 21. Januar 1912 in Neisse, Landkreis Neisse, Provinz Schlesien; gestorben 15. Oktober 2000 in Lexington, Massachusetts) war ein deutschamerikanischer Biochemiker und Nobelpreisträger.

## Leben
Konrad Bloch entstammte einer jüdischen Familie; seine Eltern waren Fritz Bloch und Henna, geborene Striemer. Ab 1930 studierte er  Chemie an der Technischen Hochschule München, wo er sich bald der Organischen Chemie zuwandte.  Nach dem Diplomabschluss musste er wegen nationalsozialistischer Verfolgung 1934 Deutschland verlassen und fand Arbeit am Schweizerisches Forschungsinstitut für Hochgebirgsklima und Tuberkulose in Davos. 1936 emigrierte er in die USA. An der Columbia University wurde er unter Hans T. Clarke am College of Physicians and Surgeons promoviert. Nach der Promotion 1938 war er bis 1946 als Forschungsprofessor tätig. Im Anschluss erhielt er eine Professur für Biochemie an der University of Chicago. Von 1954 bis 1982 war er der erste Inhaber eines Lehrstuhls für Biochemie an der Harvard University in Cambridge. 1955 wurde er in die American Academy of Arts and Sciences gewählt, 1956 in die National Academy of Sciences und 1966 in die American Philosophical Society. Seit 1976 war er korrespondierendes Mitglied der Bayerischen Akademie der Wissenschaften.
Im Jahr 1964 erhielt er zusammen mit Feodor Lynen vom Max-Planck-Institut für Biochemie zu gleichen Teilen den Nobelpreis für Physiologie oder Medizin. Bloch konnte in seiner Arbeit über die Regulierung des Cholesterin- und Fettsäure-Stoffwechsels den Vorgang identifizieren, bei dem im menschlichen Körper Fettsäure zu Cholesterin umgewandelt wird. Durch die Forschung der beiden Wissenschaftler, die ihre Forschung unabhängig voneinander betrieben hatten, wurden nennenswerte Grundlagen für Therapien gegen Herz-Kreislauf-Erkrankungen und für cholesterinsenkende Medikamente gelegt.